# 叶尔加瓦-利耶帕亚铁路
叶尔加瓦-利耶帕亚铁路是一条长180（110英里），轨距为1,524毫米（5英尺）的铁路。该铁路线建于20世纪，连接拉脱维亚的叶尔加瓦市和利耶帕亚市。